# 温庭皓
溫庭皓（9世纪？—868年），一作廷皓、延皓，唐朝官员，太原郡祁县人，溫彥博七世孙，驸马温西华之孙，温玚之子，温庭筠之弟。
咸通年间，为徐州从事，在徐州观察使崔彦曾幕府。庞勋之乱，咸通九年（868年）九月初五，庞勋攻克徐州。庞勋以刀刃威胁溫庭皓，让他上表朝廷，请皇帝任命他为节度使，溫庭皓骗他说：“表奏天子，当为庞公好好构思文笔。”庞勋大喜。他回去与妻儿决别，第二天再见庞勋，庞勋索要奏表，溫庭皓回答曰：“我怎能以笔砚事奉你呢？速速杀我。”庞勋看着他笑道：“你个儒生真有胆，我部下百万众，没有一个人通文墨吗！”囚禁他，再让周重写奏表。庞勋杀节度使崔彦曾，溫庭皓与判官焦潞、李税、崔蕴、韦廷乂一起被害。唐懿宗下诏，赠兵部郎中。